# Islote Bonert
Die Islote Bonert (spanisch) ist neben Terminal Island die kleinere und nördlichere zweier Inseln vor dem Kap Arauco am nördlichen Ende der Alexander-I.-Insel westlich der Antarktischen Halbinsel. 
Wissenschaftler der 1. Chilenischen Antarktisexpedition (1946–1947) benannten sie nach Federico Bonert Holzapfel, stellvertretender Leiter dieser Forschungsreise und Gastwissenschaftler der United States Antarctic Service Expedition (1939–1941).